# Potamarius nelsoni
Potamarius nelsoni es una especie de pez de la familia Ariidae en el orden de los Siluriformes.

## Morfología
• Los machos pueden llegar alcanzar los 39 cm de longitud total.

## Hábitat
Es un pez de agua dulce y de clima tropical

## Distribución geográfica
Se encuentran en América:  cuenca del río Usumacinta.